# Werf Gusto
Werf Gusto, voorheen A.F. Smulders, was een scheepswerf met daarbij inbegrepen een machinebouwafdeling en een staalconstructiebedrijf. Vanaf 1905 tot de sluiting in 1978 was de hoofdzetel van het bedrijf in Schiedam gevestigd. Vanuit de centrale directie in Schiedam vonden ook activiteiten plaats in Slikkerveer, in Geleen en bij de Hoogovens in IJmuiden. 

## Voorgeschiedenis
In 1862 richtte Augustinus Franciscus Smulders (Tilburg, 1838-Nice, 1908) met zijn broer Charles een machinefabriekje op in Den Bosch. Hier werden onder meer kleine stoommachines gemaakt en hersteld. Vanwege de groeimogelijkheden nam Smulders in 1872 de ‘Utrechtsche IJzergieterij’ over, verplaatste zijn hele bedrijf naar Utrecht waar het voortgezet werd onder de naam ‘Utrechtsche IJzergieterij A.F. Smulders’. Het bedrijf specialiseerde zich vanaf circa 1880 in werktuigen voor grondverplaatsing zoals excavateurs, baggermolens en sleepzuigers. Het bedrijf in Utrecht beschikte niet over een werf met directe toegang naar open vaarwater, het was voor de toelevering van scheepscasco's en pontons afhankelijk van derden. Om die ook in eigen beheer te kunnen bouwen, werd in 1894 werf 'De Industrie' overgenomen, gelegen aan de Nieuwe Maas in  Slikkerveer. Als gevolg van de verdere groei van het bedrijf en de toenemende schaalgrootte van de baggerschepen bleek de werf in Slikkerveer al gauw te klein. 
In 1900 droeg A.F. Smulders de leiding over de onderneming formeel over aan zijn twee zoons Henri en Frans Smulders.
| Henri Smulders - Olympisch zeiler In 1900 reisde Henri Smulders, die tezamen met zijn broer Frans net de leiding over het bedrijf had gekregen, naar Parijs om op de Wereldtentoonstelling een nieuwe baggermachine en stoomketel te presenteren. Ook neemt hij met zijn jacht Mascotte op 24 en 25 mei deel aan de Olympische zeilwedstrijden op de Seine te Meulan, waar hij tweede wordt in de klasse 3-10 ton. |

Onder het nieuwe bewind kocht de firma A.F. Smulders in 1901 havengrond aan de Nieuwe Maas, waarvandaan schepen naar open water konden varen zonder last te hebben van bruggen of sluizen. De hier gebouwde nieuwe werf annex machinefabriek cs, de ‘Werf Gusto v/h A.F. Smulders’, was in 1905 gereed om de activiteiten uit Utrecht (machinebouw) en Slikkerveer (scheepsbouw en staalbouw) over te nemen. De naam Gusto is ontstaan uit een samentrekking van delen van de roepnamen, respectievelijk Gus en Cato, van de oorspronkelijke oprichter van de onderneming Augustinus Franciscus Smulders en zijn echtgenote Catherina Westerlaken.
Na de verhuizing van de activiteiten naar Schiedam in 1905 werden de locaties Utrecht en Slikkerveer gesloten en de betreffende bedrijfsterreinen verkocht. Overigens werd de werf in Slikkerveer veel later toch weer in gebruik genomen ter ondersteuning van de activiteiten in Schiedam. De Slikkerveerse werf werd daarvoor eerst terug gehuurd in 1941 en uiteindelijk in 1960 weer in eigendom verkregen als ‘Werf Gusto Slikkerveer’.

## Werf Gusto
Op de Werf Gusto werden schepen, staalconstructies en machines gebouwd vanaf de ingebruikname van de werf in 1905 tot aan de sluiting in 1978.
De kracht van het bedrijf lag op het gebied van ‘drijvende werktuigbouw’, dat wil zeggen vaartuigen en apparatuur waarmee op of aan het water diverse werkzaamheden konden worden uitgevoerd. Maar wanneer de marktcondities daarom vroegen zijn er ook vele ‘gewone’ schepen en grote staalconstructies gebouwd. Personeel kwam in 1905 gedeeltelijk over vanuit de locaties Utrecht en Slikkerveer en werd voor de steeds groeiende activiteiten lokaal aangeworven in Schiedam. Eind 1905 werkten er 700 mensen in Schiedam, en door alle overplaatsingen was dat in 1907 al gegroeid tot 900 personeelsleden. Uiteindelijk, tijdens de hoogtijperiode in de tweede helft van de jaren vijftig, liep het personeelsbestand op tot meer dan 1850 mensen. Dit getal betreft overigens wel het totaal van alle vestigingen van Werf Gusto samen (zie “Bedrijfsstructuur Werf Gusto”). Op de Schiedamse locatie is het maximum aantal werknemers net onder de 1000 gebleven.

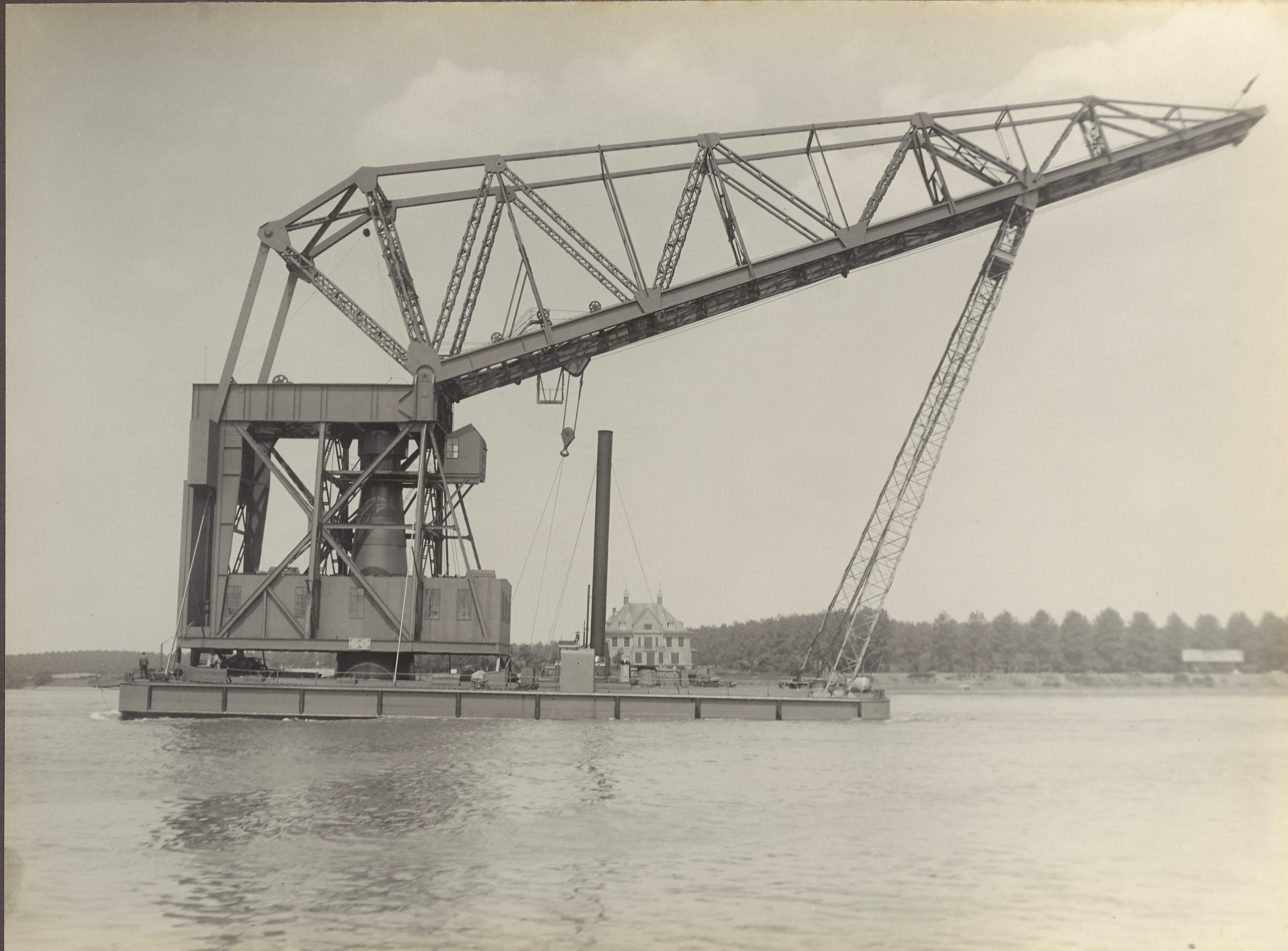
200 ton Drijvende kraan - Bouwjaar 1915

In de eerste jaren na 1905 lag de nadruk op een voortzetting van de producten portfolio die werd aangeboden vanuit Utrecht en Slikkerveer:
- Machines voor het afgraven van land, zgn. excavateurs;
- Materieel voor het afgraven van grond in het water, de baggermolens en later ook sleephopperzuigers;
- Materieel voor het bouwen van havendammen, kades, e.d., zoals bijvoorbeeld drijvende bokken;
- Drijvende havenkranen;
- Kolentransportschepen/elevators.

Maar het productenpakket van Werf Gusto was breed: in de periode van 1911 tot 1917 werd zelfs een serie dieselmotoren van geheel eigen ontwerp gebouwd.
Tijdens de Eerste Wereldoorlog zakte de markt in voor materieel voor de constructie en inrichting van havens. Het bedrijf schakelde daarom over op de bouw van vrachtschepen, meest voor de binnenlandse markt. Ook bouwde men marineschepen in de aanloop naar de oorlog en tijdens het begin ervan.
Het interbellum tussen de eerste en tweede wereldoorlog werd voor de Werf Gusto gekenschetst door een sterk ondernemerschap. Naast de genoemde bouw van schepen, materieel voor het baggeren en van drijvende kranen werden er ook grote staalconstructies gebouwd. Het gaat in dit verband meest om toelevering van delen van grote bruggen, maar bijvoorbeeld ook de stalen dakconstructie van de Rivièrahal in Diergaarde Blijdorp. De drijfveer was het zoveel mogelijk benutten van de beschikbare productiecapaciteit.
De economische crisis in de dertiger jaren liet ook de scheepsbouw niet onberoerd. Die was een stimulans om de diversiteit van producten nog verder uit te breiden. Ook zette de crisis aan tot gesprekken over samenwerking tussen een aantal Nederlandse scheepswerven, die leidden tot de oprichting van IHC Holland (zie “Bedrijfsstructuur Werf Gusto”).  
In aanloop naar de Tweede Wereldoorlog heeft de werf diverse orders ontvangen van de Koninklijke Marine. Bij het uitbreken van de oorlog waren die schepen niet gereed, zodat ze moesten worden afgebouwd voor de Duitse Kriegsmarine, Overigens bouwde Werf Gusto in de oorlog ook Duitse marinevaartuigen. Daarmee was continuïteit van de werfactiviteiten veilig gesteld. Het werken onder leiding van de bezetter was echter niet onomstreden.
Na het einde van de oorlog kwamen de orders voor baggermaterieel en vrachtschepen weer goed op gang zodat de werf zich kon oprichten. De commerciële samenwerking binnen het in 1943 opgerichte IHC Holland droeg bij aan het verwerven van orders.
In die naoorlogse periode bleef de bouw van grote staalconstructies belangrijk. Al in 1941 werd Gusto Staal-en Mijnbouw in Geleen gestart, met het oog op de vraag vanuit De Staatsmijnen (DSM). Deze activiteiten vielen onder Gusto Staalbouw, in eerste instantie een onderafdeling binnen de Werf Gusto. Daaronder kwamen nog veel meer producten en services te vallen. Een groep werknemers gestationeerd ter plaatse van de Hoogovens in IJmuiden coördineerde alle werkzaamheden aan kranen en staalconstructies aldaar en ook in Schiedam zelf werden de opdrachten voor bruggen, vaste jacket productieplatforms en dergelijke behandeld binnen deze afdeling. Uiteindelijk werd er in 1973 toe besloten IHC Gusto Staalbouw voort te zetten als aparte BV (zie ook “Bedrijfsstructuur Werf Gusto”).
Maar de naoorlogse periode tot circa 1965 wordt toch voornamelijk gekarakteriseerd door de opkomst van een nieuwe markt: de Offshore industrie. In 1958 werd er nauw samengewerkt met Shell voor ontwerp en bouw van een zelf-heffend booreiland (zgn. jack-up) de ‘Seashell’. Daarna volgde de ‘Ile de France’, ook een jack-up boorplatform, geschikt voor waterdieptes tot 60 m. In dezelfde periode verkreeg Werf Gusto een licentie van Shell voor ontwerp en bouw van éénpunts-afmeerboeien voor het buitengaats afmeren van grote olietankers. Door een ingenieuze constructie van de boeien konden de tankers daardoor olie laden en lossen zonder gebruik te maken van een haven.
Werf Gusto behoorde daarmee tot de voorlopers in de offshore industrie in Europa. Tot dan toe was er eigenlijk alleen in de Verenigde Staten voor de offshore gebouwd. Toen in 1965 Werf Gusto werd opgenomen in IHC Holland NV (zie “Bedrijfsstructuur Werf Gusto”) en verder ging onder de naam IHC Gusto BV, kreeg de Schiedamse werf dan ook de leiding over de Productgroep Offshore binnen IHC Holland NV.

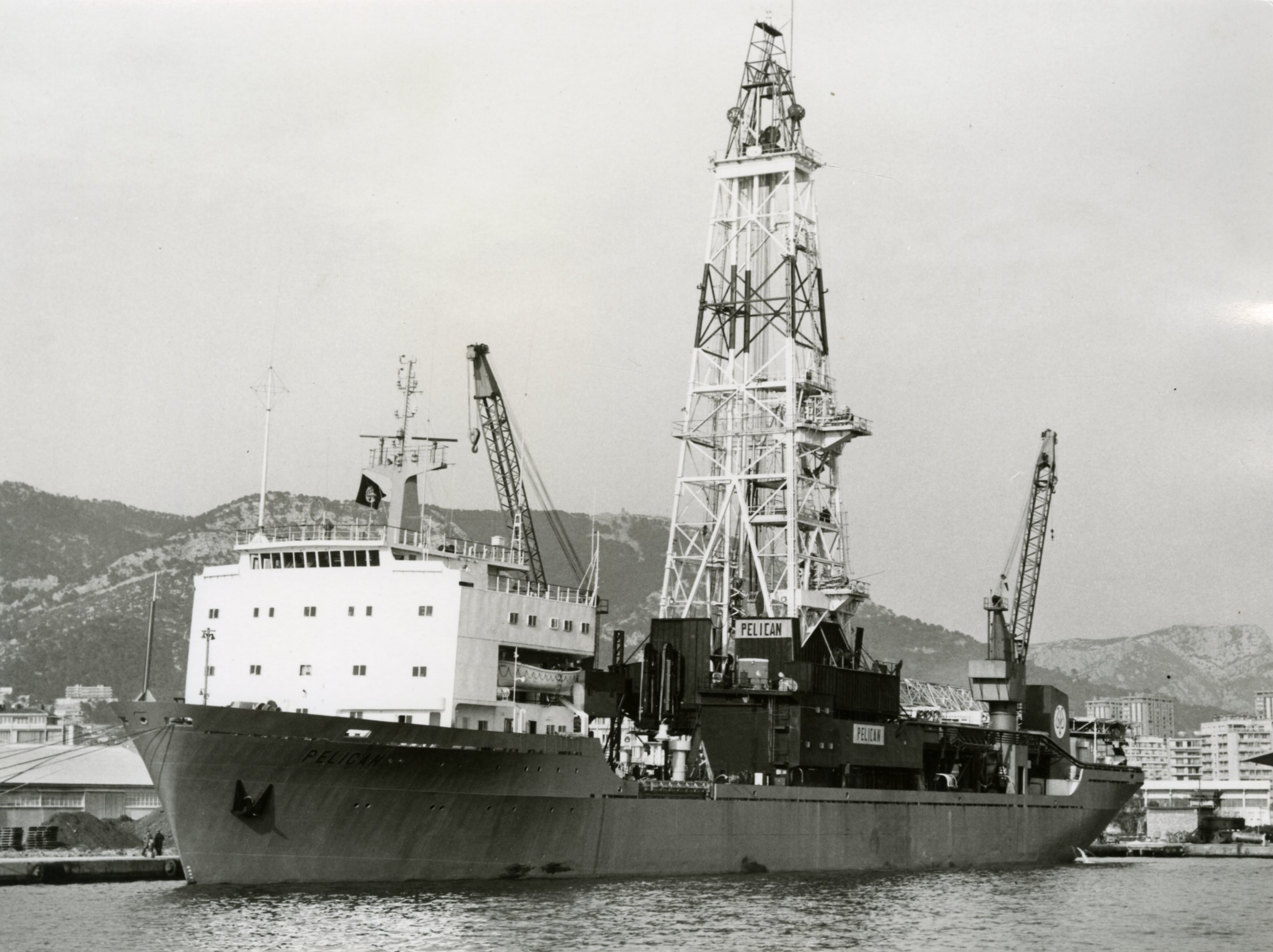
DP Boorschip 'Pélican' - bouwjaar 1971

Van 1965 tot aan de sluiting van de werf in 1978 bouwde IHC Gusto BV in Schiedam nog een veelheid aan producten, met een opmerkelijk profiel van innovatie en complexiteit. Naast de al genoemde zelf-heffende (jack-up) booreilanden, werden de eerste volledig dynamisch gepositioneerde boorschepen ter wereld ontwikkeld en gebouwd (de ‘Pélican-klasse’) en werden pijpenleggers, kraanschepen en grote offshore kranen ontworpen en grotendeels ook op de werf in Schiedam  gebouwd. Sommige eindproducten waren dermate omvangrijk en ingewikkeld, dat delen door verschillende werven werden gebouwd en vervolgens onder verantwoordelijkheid van IHC Gusto BV samengesteld. De grote semi-submersible pijpenlegger ‘Viking Piper’ is hiervan een voorbeeld. 
Natuurlijk werd de bouwcapaciteit niet alleen voor de offshore ingezet. Er werd in dezelfde tijdsperiode een serie van zeven Free Enterprise veerboten, als ook een grote diversiteit aan baggerschepen gebouwd en opgeleverd.
In 1978 sloot Werf Gusto noodgedwongen de poorten als onderdeel van een algehele herstructurering van de Nederlandse scheepsbouw, zie “Bedrijfsstructuur Werf Gusto”. Van oudsher werd aan elk gebouwd product een uniek bouwnummer of CO (Combinatie Order) nummer toegekend. Zie de bouwlijsten voor een uitgebreid overzicht van bouwnummers en de bijbehorende omschrijving.

## Bedrijfsstructuur Werf Gusto
Van 1905 tot 1911 heette de Werf Gusto “Firma A.F. Smulders”. In 1911 veranderde de naam officieel in “Werf Gusto”. Daarbij werd de bedrijfsvorm van een CV aangepast naar een NV met een aandelenkapitaal van 5 miljoen gulden.
Het bedrijf bleef lange tijd het karakter houden van een familiebedrijf. De leden van de familie Smulders bekleedden vooraanstaande leidinggevende posities en hadden ook werkelijk de aandelen in eigendom. Vanaf november 1934 zetelde Hendrik Willem Ackermans in de Raad van Toezicht van de werf Gusto, vanaf februari 1937 nam hij er het voorzitterschap waar. Bij het uitbreken van de tweede wereldoorlog stond de werf onder leiding van Harry Smulders (een zoon van Frans Smulders) en N.W. Conijn (een schoonzoon van Henri Smulders).
In de crisis tijdens de dertiger jaren van de vorige eeuw waren de marktomstandigheden al zorgelijk, maar bij het begin van de tweede wereldoorlog viel de commerciële scheepsbouw vrijwel stil. De directies van een aantal Nederlandse scheepswerven bespraken de mogelijkheden tot samenwerking. Dit leidde in december 1943 tot de oprichting van de Industriële Handels Combinatie Holland (IHC Holland). Naast Werf Gusto in Schiedam maakten de Kinderdijkse werven L. Smit en Zoon en J&K Smit, het Haarlemse Conrad Stork, Verschure in Amsterdam en De Klop in Sliedrecht deel uit van dit samenwerkingsverband. De bedrijven bleven zelfstandig, maar werkten commercieel (het wereldwijd veroveren van orders) nauw samen, voornamelijk op het gebied van baggermaterieel.
Uiteindelijk resulteerde de commerciële samenwerking in september 1965 tot een echte fusie. Slechts Conrad Stork werd geen onderdeel van IHC Holland NV, omdat zij reeds vanaf 1954 deel uitmaakten van VMF Stork-Werkspoor NV. Daarmee kwam er in 1965 formeel een einde aan het familiebedrijf. Harry Smulders, tot dat moment directeur van Werf Gusto, werd echter wel de eerste voorzitter van de raad van bestuur van het fusiebedrijf IHC Holland NV. Zijn jongste broer Frido Smulders werd directeur van de werkmaatschappij IHC Gusto BV, de naam waaronder Werf Gusto de activiteiten voortzette binnen IHC Holland NV.
IHC Holland NV koos ervoor om de activiteiten in te delen in productgroepen. Op basis van de lopende werkzaamheden in Schiedam werd IHC Gusto BV de leidende werkmaatschappij in de productgroep Offshore. Voor de productgroep Bagger was de focus in Kinderdijk en de productgroep Mijnbouw en Transport werd geleid vanuit Amsterdam.
De concurrentie uit opkomende lagelonenlanden zoals Japan en Zuid-Korea, bracht de Nederlandse scheepsbouw in moeilijkheden. Daarom stelde de regering de ‘Beleidscommissie Scheepsbouw’ in, die begin 1977 het “Beleidsplan voor de herstructurering van de Nederlandse scheepsbouw” uitbracht. Dit plan schreef ook een herstructurering van IHC Holland voor, waarbij de Nederlandse Offshore activiteiten werden overgedragen aan het Rijn-Schelde-Verolme (RSV) concern, hetgeen leidde tot een sluiting van de Werf Gusto in Schiedam (1978). 

## Hoe verder na de sluiting
In “Werf Gusto” is al genoemd dat IHC Gusto Staalbouw BV in 1973 formeel een apart bedrijf werd. In dat bedrijf werden diverse activiteiten geconcentreerd: de staalbouw activiteiten van de werf in Schiedam, Gusto Staal- en Mijnbouw in Geleen en de constructiewerkzaamheden in Sliedrecht (na overname van Lastechnisch bedrijf De Leijn aldaar). Dit bedrijf werd vervolgens in 1975 samengevoegd met de locatie Slikkerveer van IHC Gusto BV, waar het kantoor van IHC Gusto Staalbouw BV ook werd gevestigd. Na de sluiting in 1978 van IHC Gusto BV in Schiedam bleef IHC Gusto Staalbouw BV bestaan. Pas in 1988 dwongen de marktomstandigheden IHC Holland NV ook de werf in Slikkerveer, met het daar gevestigde IHC Gusto Staalbouw BV, te sluiten.
In 1978 bleef de ontwerpafdeling van IHC Gusto BV in afgeslankte vorm bestaan als Gusto Engineering en werd organisatorisch ondergebracht bij RSV.
In 1977, al voor de sluiting van de Werf Gusto, had een groep ingenieurs zich afgescheiden en Marine Structure Consultants (MSC) opgericht.  
Eveneens, ver voorafgaand aan de sluiting van de werf in Schiedam, in 1969, had IHC Holland NV een snel groeiend segment van offshore producten, de zgn. éénpunts-afmeersystemen, ondergebracht in een zelfstandige onderneming, genaamd Single Buoy Moorings Inc. (SBM Inc.). De eigendomsstructuur van die onderneming veranderde diverse malen, totdat SBM Inc. in 1984 weer met IHC Holland werd verenigd onder de naam van IHC Caland. In 2005 verkocht IHC Caland NV de scheepsbouw activiteiten, die werden voortgezet onder de naam IHC Holland NV, en ging IHC Caland zelf verder als SBM Offshore NV.
Gusto Engineering was inmiddels in 1988 teruggekeerd onder de vleugels van IHC Caland NV. en voor MSC gold dat vanaf 1990. Zij werden in 2005 ook onderdeel van SBM Offshore NV. Beide bedrijven werkten aan SBM Offshore producten, maar leverden ook engineering en services aan derden. In 2011 besloot SBM Offshore om MSC en het gedeelte van Gusto Engineering dat opdrachten uitvoerde voor derden, samen te voegen tot GustoMSC en te verkopen aan externe investeerders. GustoMSC is sinds 2018 onderdeel van het Amerikaanse NOV Inc. Het gedeelte van Gusto Engineering dat uitsluitend aan SBM Offshore producten werkte, bleef na 2011 binnen de SBM Offshore groep onder de naam SBM Schiedam..